# Piastoszyn
Piastoszyn (niem. Petztin) – wieś w Polsce położona w województwie kujawsko-pomorskim, w powiecie tucholskim, w gminie Kęsowo, przy trasie kolejowej Tuchola – Chojnice (Linia kolejowa nr 208).
Według Narodowego Spisu Powszechnego (III 2011 r.) liczyła 546 mieszkańców. Jest trzecią co do wielkości miejscowością gminy Kęsowo.
We wsi jest przystanek kolejowy Piastoszyn.

## Historia
W 1. połowie XIV wieku we wsi miał swoją siedzibę krzyżacki dostojnik Jan Noschen, o czym wspominano podczas procesu sądowego w 1339 roku. Piastoszyn wzmiankowany był w dokumencie z 1345 roku kiedy to za zgodą komtura tucholskiego nadano Baszkowi Wassirrbinowi i jego prawnym dziedzicom uprawnienia do zbudowania karczmy. W XV wieku wieś stała się kosznajderska, osiedlili się tu kosznajdrzy. Po wojnie 13letniej Piastoszyn stał się własnością Królewską. Od końca XIV wieku istniał w Piastoszynie folwark który po wojnie z Krzyżakami należał do starostwa Tucholskiego. W XVI wieku Piastoszyńscy gburzy (kmiecie)obrabiali po 2 włóki ziemi, z tytułu użytkowania ziemi świadczyli starostwu od włóki 26 groszy i 12 szelągów, 2 kury i korzec owsa. W 1632 roku w miejscowości było 14 gburów (kmieci). Piastoszyńscy gburzy (kmiecie) musieli też w razie potrzeby pracować też w folwarku w Piastoszynie.Podczas potopu Szwedzkiego ludność Piastoszyna zmniejszyła się prawie o połowę. W XVII wieku pojawiła się w Piastoszynie nowa grupa społeczna Zagrodnicy którzy płacili florena od zagrody oraz świadczyli pańszczyzne w folwarku. Mieszkańcy Piastoszyna byli katolikami i w owym czasie Piastoszyn należał do parafii w Raciążu. W 1772 roku Piastoszyn liczył 196 mieszkańców i według spisu Pruskiego głów rodzin z 1772 roku w miejscowości mieszkali następujący głowy rodzin: Berendt Andreas – sołtys, Schreiber Michael – kmieć, Schwemien Casimir – kmieć, Klunder Thomas – kmieć, Schefs Paul – kmieć, Goers Adam – kmieć, Weyland Johann – karczmarz, Berent George – kmieć, Goesch Matheus – kmieć, Schmeltzer Christian – robotnik, Spiechol Martin – robotnik, Grugel Andreas – krawiec, Karnowski Adam – robotnik, Thiel George – robotnik, Schmidt Matheus – owczarz, Prybe Adam – pasterz, Schreiber Martin – robotnik, Spichal Andreas – robotnik, Rissop Peter – robotnik, Pichal Hans – robotnik, Grugel Lorenz – robotnik, Klinger Hans – robotnik, Risop Andreas – robotnik, Hopp Andreas – robotnik, Hopp Michel – robotnik, Isbrenner Michael – robotnik, Risop Michael robotnik, Berend Thomas – robotnik, Deick Simon – robotnik, Schefler Andreas – robotnik, Beyer Christian – kowal oprócz tego mieszkały w Piastoszynie wdowy, kobiety niezamężne z dziećmi oraz 6 starych kobiet utrzymujących się z żebractwa.
W latach 1975–1998 miejscowość administracyjnie należała do województwa bydgoskiego.